# Església de la Mare de Déu de l'Olivar
L'Església parroquial de la Mare de Déu de l'Olivar és un temple catòlic situat a la plaça d'Espanya, al municipi d'Alaquàs. És un Bé de Rellevància Local amb identificador número 46.14.005-002.

## Història
El temple va ser en els seus inicis l'ermita de l'antic Convent de Mínims, del que va ser superior el beat Gaspar Bono. La primitiva ermita es va construir al segle xiv. Fins a l'any 1537 va ser ocupat pels frares dominics i en 1887 va ser ocupat per les monges oblates. Durant els segles XVII i XVIII es van realitzar en el conjunt importants reformes.
La tradició local atribueix l'origen de la imatge de la Mare de Déu de l'Olivar a la seua troballa per un llaurador local, que l'hauria trobada mentre treballava la terra, cap a l'any 1300, coberta per una campana. Va ser erigida en parròquia el 2 de febrer de 1973.

## Descripció
És un temple ampli amb façana neoclàssica. La porta és rectangular, amb pilastres adossades. Hi ha sobre ella un frontó rematat en forma triangular. En la paret hi ha un retaule ceràmic al·lusiu al descobriment de la Mare de Déu. La teulada és a doble vessant, sobre ella destaca la cúpula amb faldons, llanterna i cupulí. El campanar és de dos cossos, dels quals el superior està molt adornat i allotja un rellotge.
L'interior és espaiós i té planta de creu llatina. El cor es recolza sobre un arc escarser, i ocupa tot el fons. Baix del cor hi ha una capella dedicada a Sant Fermí. En els laterals s'obren altres capelles: a la dreta es troba la del Crist de la Bona Mort i el Sagrari, molt decorada i en la que hi ha una làpida mortuòria datada en 1763. Les capelles de l'esquerra estan dedicades a la Mare de Déu del Perpetu Socors, al beat Gaspar Bono i a Sant Miguel. El presbiteri és quadrat i molt ampli. S'aixeca sobre graderies i es cobreix amb volta bufada. La imatge de la Mare de Déu es venera en la fornícula de l'altar neoclàssic.

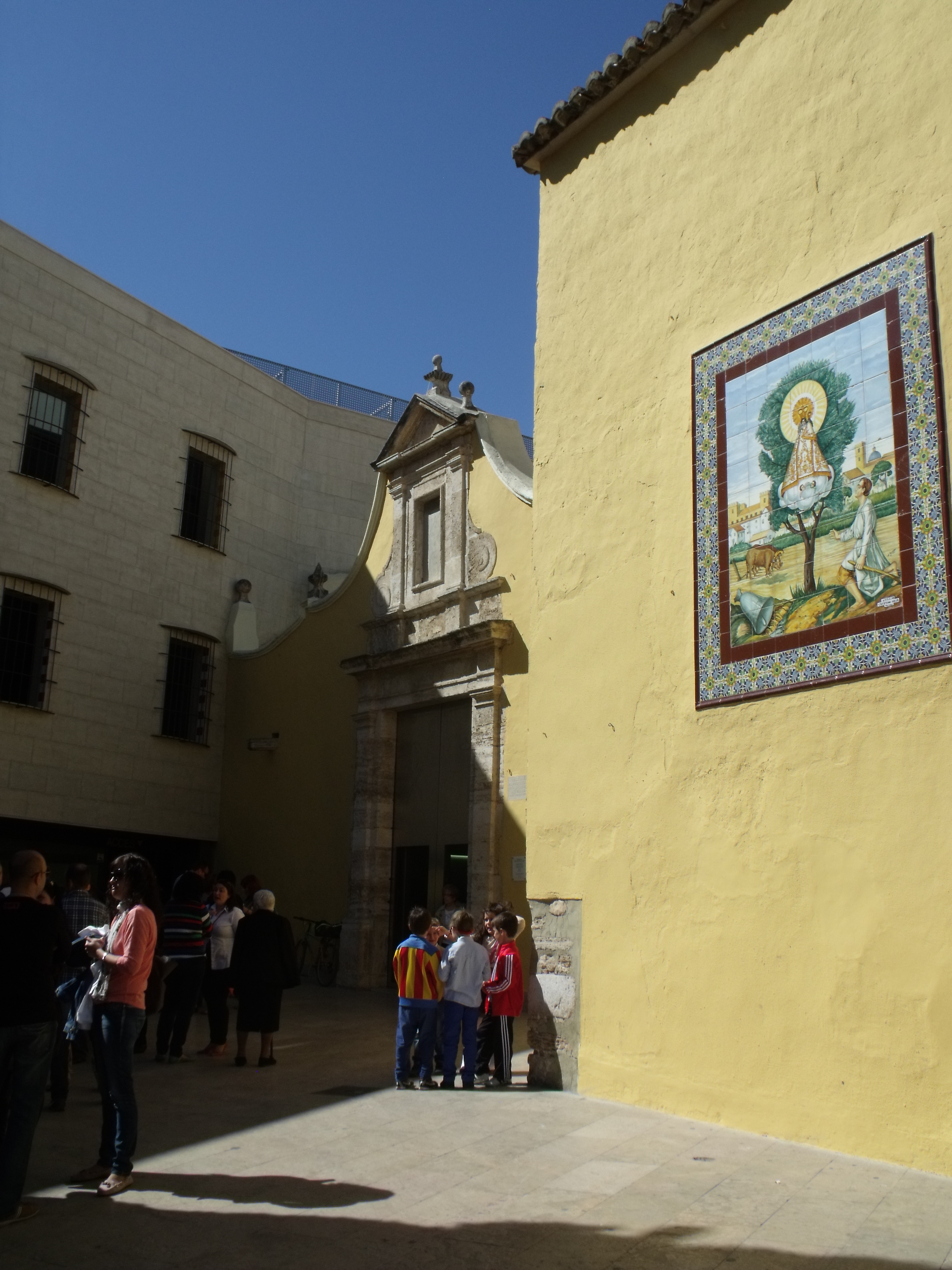
Façana i retaule.
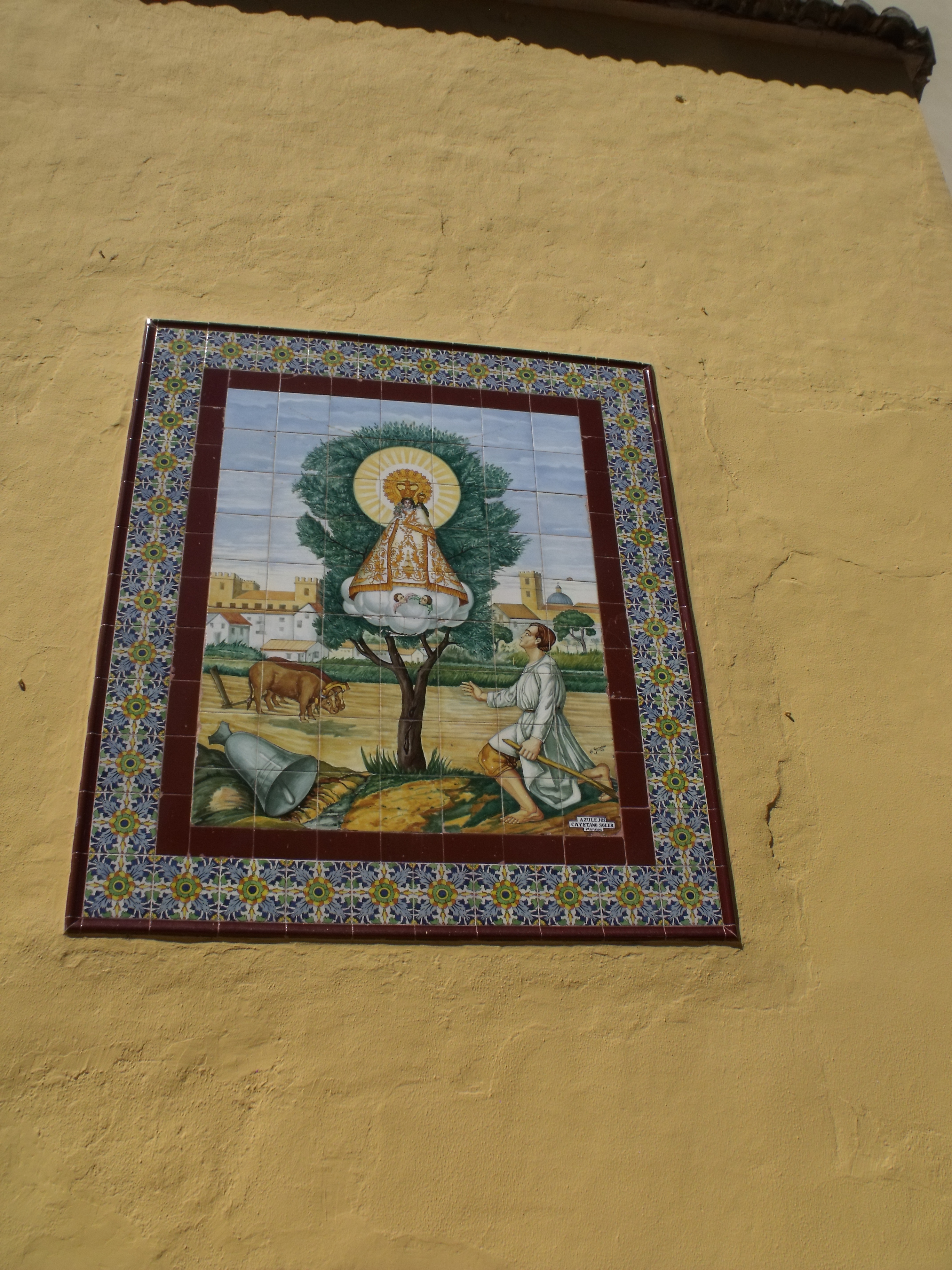
Retaule que mostra l'encontre de la Mare de Déu.
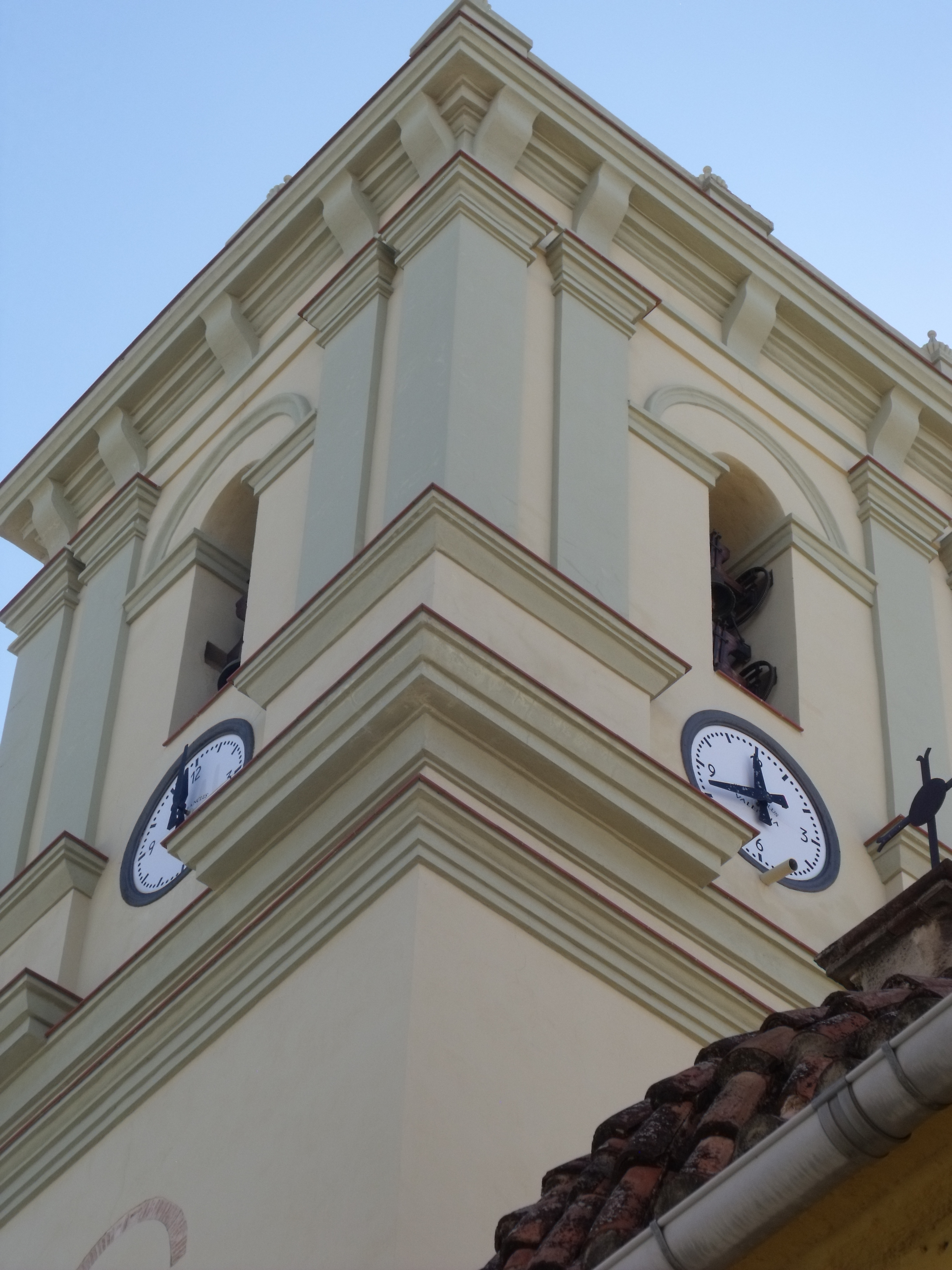
Cos superior del campanar, on es troba el rellotge.
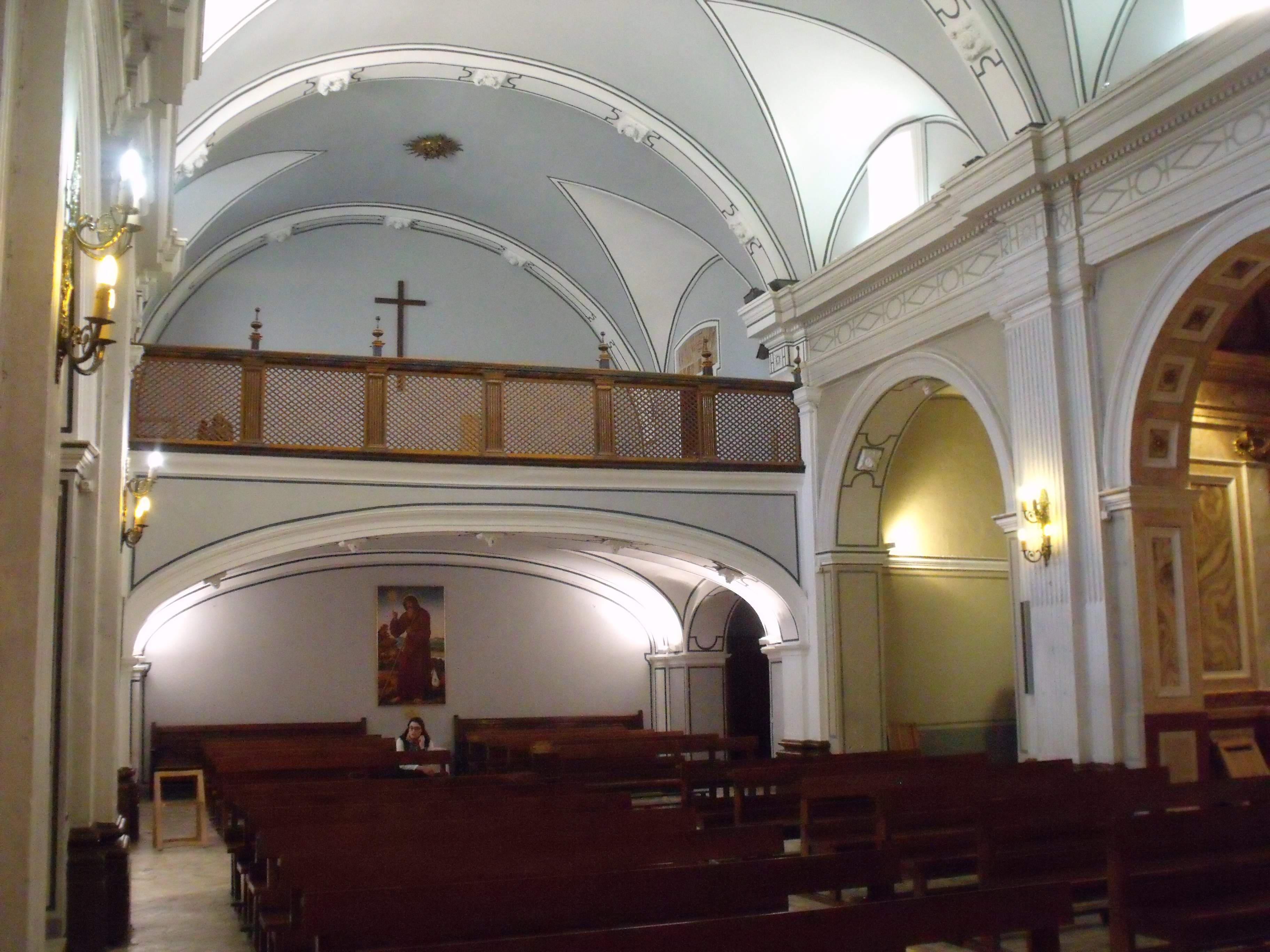
Cor.
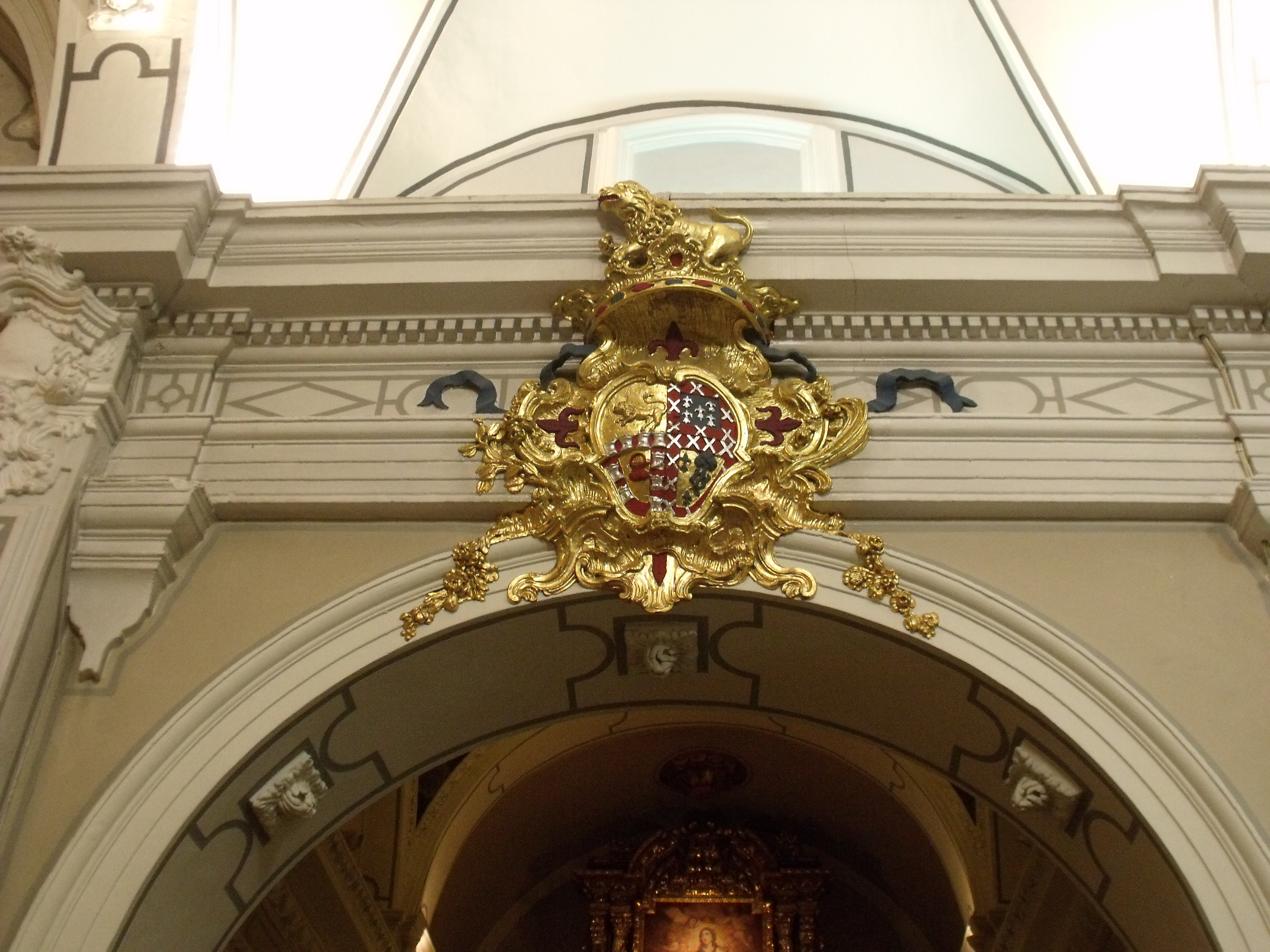
Escut decoratiu, sobre una de las capelles laterals.
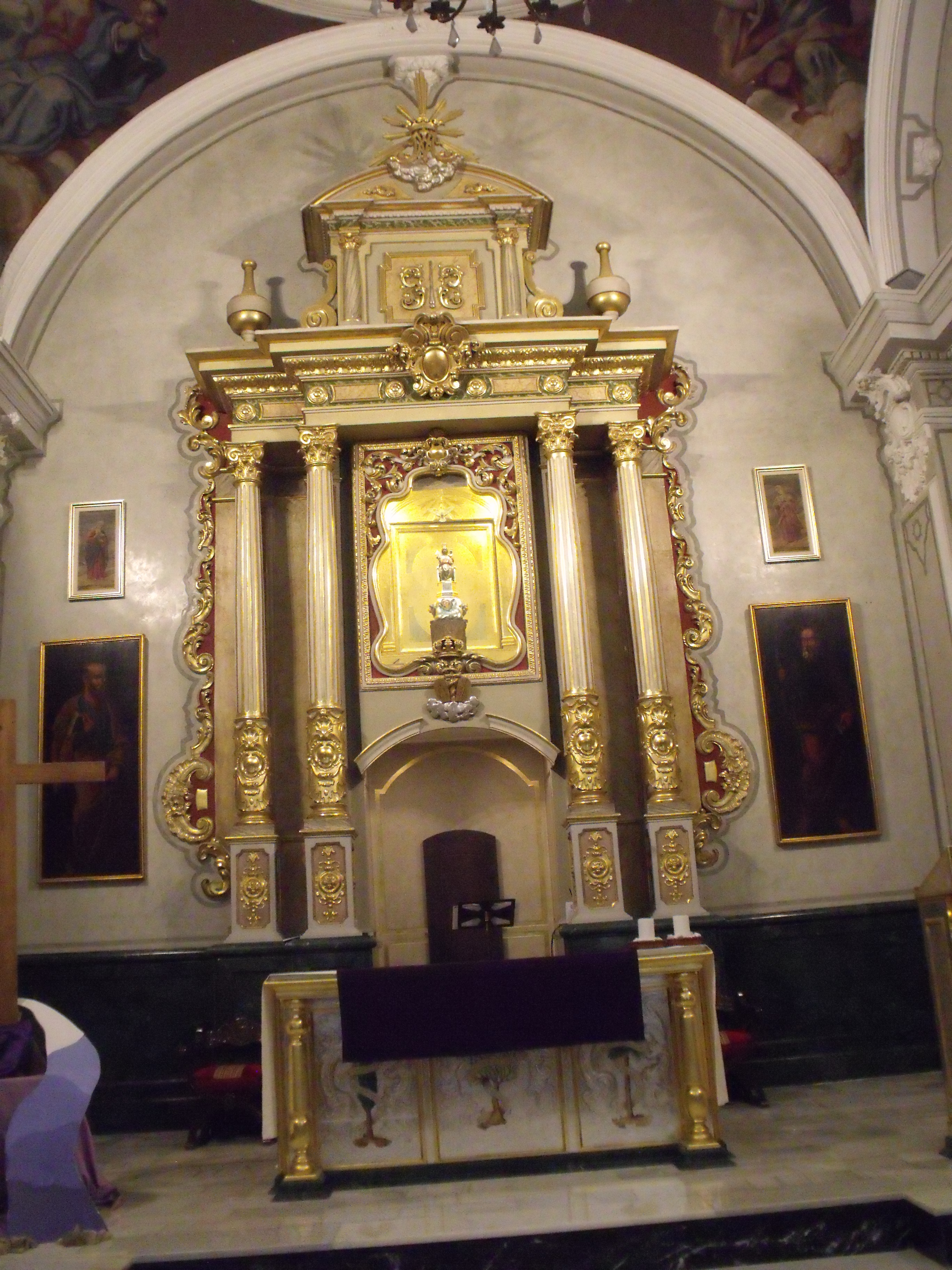
Altar i fornícula amb la imatge de la Mare de Déu.
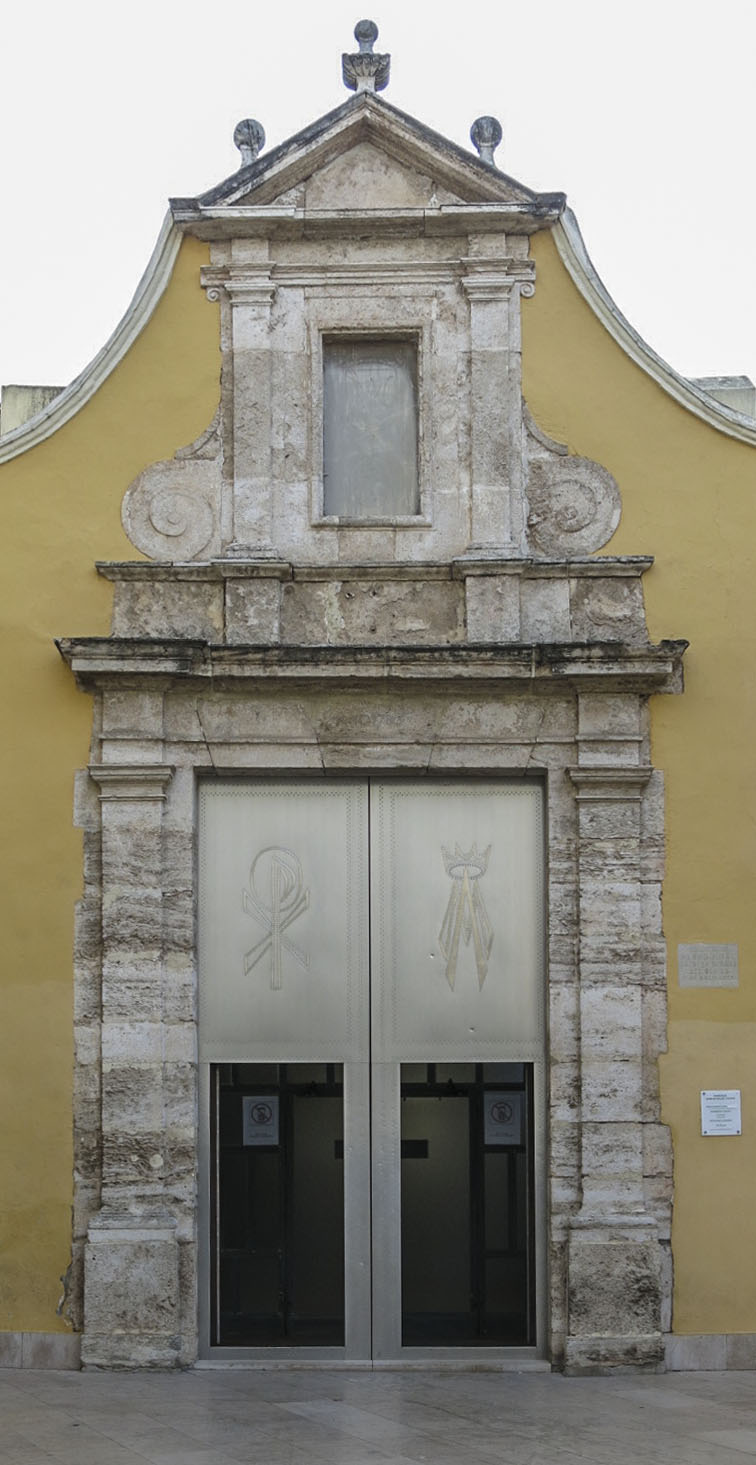
Porta